# Johan Adolf Thurgren
Johan Adolf Thurgren, född den 26 augusti 1816 i Stockholm, död där den 4 april 1898, var en svensk juridisk författare och utgivare.
Thurgren blev 1835 student, 1842 filosofie doktor och 1847 juris kandidat, allt i Uppsala, samt promoverades till juris doktor i Jena 1857. Han tjänstgjorde en tid i några av de centrala ämbetsverken och i Svea hovrätt (vice notarie 1849) samt hade under denna åtskilliga förordnanden, men ägnade sig företrädesvis åt advokat- och litterär verksamhet. 
Han skrev bland annat Om patronatet (akademisk avhandling 1855), Bidrag till läran om skatteköp (i "Juridiska föreningens tidskrift", 1861), Är svenska jorden lagligen skyldig att utgöra mantalsräntan? (samma år) och utgav ett mycket stort antal författningssamlingar, juridiska och kamerala handböcker samt lageditioner.